# Miłoradz
Miłoradz (niem. Mielenz) – wieś w Polsce położona w województwie pomorskim, w powiecie malborskim, w gminie Miłoradz na obszarze Wielkich Żuław Malborskich.
Miejscowość jest siedzibą gminy Miłoradz.
Wieś królewska Mielęc położona była w II połowie XVI wieku w województwie malborskim. Do 1954 roku miejscowość była siedzibą gminy Mątowy Wielkie. W latach 1975–1998 miejscowość administracyjnie należała do województwa elbląskiego.

## Zabytki
Według rejestru zabytków NID na listę zabytków wpisane są:
- kościół parafialny pw. św. Michała Archanioła, XIV, XV, nr rej.: A-285 z 27.03.1962
- cmentarz przykościelny, nr rej.: A-285 z 9.06.1994
- dzwonnica, nr rej.: j.w.
- kostnica, nr rej.: j.w.

Kościół gotycki, ceglany, zbudowany w 2. poł. XIV w.; salowy, ze szczytem wschodnim sterczynowo-wnękowym. Wystrój w większości barokowy, w ołtarzu głównym obraz z wizerunkiem Michała Archanioła walczącego z szatanem.

## Sąsiednie gminy
Lichnowy, Malbork, Pelplin, Subkowy, Sztum, Tczew (gmina wiejska), Tczew (miasto)